# Golf ai XVI Giochi dei piccoli stati d'Europa
Le competizioni di golf ai XVI Giochi dei piccoli stati d'Europa si sono svolte dal 3 al 6 giugno 2015.

## Podi

### Maschile
| Evento         | Oro                | Argento       | Bronzo          |
| Individuale    | Kristján Einarsson | Sandro Piaget | Haraldur Magnús |
| Gara a squadre | Islanda            | Malta         | Monaco          |

### Femminile
| Evento         | Oro                 | Argento        | Bronzo            |
| Individuale    | Guðrún Björnsdóttir | Sandro Sandolo | Karen Guðnadóttir |
| Gara a squadre | Islanda             | Monaco         | Lussemburgo       |